# FC Tom Tomsk
FC Tom Tomsk (Rusă: Футбольный клуб Томь Томск), este un club de fotbal bazat în Siberia, Tomsk.